# Капчук Микола Семенович
Микола Семенович Капчук (18 листопада 1931, с. Вілія, Волинське воєводство, Польська Республіка — 18 лютого 2018, Москва, Росія) — діяч РПЦ, голова парафіяльної ради Богоявленського кафедрального собору в Єлохові з 1969 року по 2015 рік, з 2015 року — почесний ктитор Собору.

## Життєпис
У 1951 році закінчив ветеринарний технікум і до 1952 року працював лікарем-ветеринаром в Херсонській області. У 1952 році вступив до Одеської духовної семінарії, а після її закінчення вступив у Московську духовну академію, яку в 1960 році закінчив зі ступенем кандидата богослов'я за кафедрою історії Російської Церкви. Спільно з навчанням в Академії він прислуговує у Патріарха Московського і всієї Русі Алексія I та єпископа Пимена (Ізвєкова).
З 1960 року працює в Московській патріархії секретарем єпископа Пимена (Ізвєкова) (майбутнього Патріарха Московського). Потім, протягом трьох років працював секретарем митрополита Пітирима (Свиридова) в Московській єпархії. Після повернення на роботу в Московську патріархію призначений представником з особливих доручень, і за сумісництвом, з 1969 року, старостою Богоявленського Патріаршого собору в Єлохові. Цю посаду він обіймав до 2015 року, коли покинув пост голови парафіяльної ради собору.
Він керував масштабними будівельними та реставраційними роботами в соборі. Був відреставрований фасад собору, замінена покрівля, упорядкована кафедра, встановлені система кондиціонерів та обладнання для радіотрансляції богослужінь, зроблена мармурова підлога, розширені й перероблені балкони для хорів. Проведені роботи по зміцненню настінного живопису собору. На трьох поверхах створено приміщення для ризниці, службові приміщення, майстерні. Була облаштована територія храму.
Обирався членом Помісних Соборів Російської Православної Церкви 1971 та 1990 років.
У 2008 році призначений членом Комісії з організації та проведення поховання Патріарха Алексія.
З 2015 року — член парафіяльних зборів кафедрального собору.
З 3 листопада 2015 року за багаторічну та плідну працю відзначений званням почесного ктитора Богоявленського собору.
Помер 18 лютого 2018 року. Похований на Ваганьковському кладовищі.

## Нагороди
Державні нагороди Російської Федерації:
- Орден Дружби (11 серпня 2000 року) — за великий внесок у зміцнення громадянського миру і відродження духовно-моральних традицій[4]
- Медаль ордена «За заслуги перед Вітчизною» II ступеня (6 жовтня 1997 року) — за великий внесок у зміцнення економіки, розвиток соціальної сфери та у зв'язку з 850-річчям заснування Москви[5]
- Медаль «В пам'ять 850-річчя Москви»

Нагороди Руської православної церкви:
- Орден святого рівноапостольного великого князя Володимира I ступеня
- Орден святого рівноапостольного великого князя Володимира II ступеня
- Орден святого рівноапостольного великого князя Володимира III ступеня
- Орден преподобного Сергія Радонезького I ступеня (2002 рік) — до уваги з наполегливої праці та у зв'язку з 150-річчям освячення Богоявленського кафедрального собору[6].
- Орден преподобного Сергія Радонезького II ступеня
- Орден преподобного Сергія Радонезького III ступеня
- Орден святого благовірного князя Данила Московського II ступеня
- Орден преподобного Серафима Саровського I ступеня (2011 рік) — до уваги з багаторічної праці та у зв'язку з 80-річчям[7].
- Орден преподобного Серафима Саровського II ступеня (2006 рік)
- Орден преподобного Андрія Рубльова II ступеня (2001 рік)
- Відзнака Предстоятеля Української Православної Церкви — вища нагорода Української Православної Церкви Московського Патріархату (2011 рік)[8]
- Орден преподобного Нестора Літописця I ступеня (УПЦ МП)
- Орден преподобного Нестора Літописця II ступеня (УПЦ МП)

Нагороди інших Церков:
- Ордена Антіохійської Церкви святих Апостолів Петра і Павла і «Неопалима Купина»;
- Медалі та ордени Спасителя (двічі) і медалі Гробу Господнього Єрусалимської церкви;
- Орден Грузинської Церкви святого Георгія Побідоносця I ступеня;
- Орден Американської Церкви святителя Інокентія.

Інші нагороди
- Дві медалі Радянського фонду миру

## Статті
- Капчук Н. С.  Патриарх Пимен и возрождение Русской Церкви [Архівовано 20 вересня 2016 у Wayback Machine.] // pravda.ru, 23.07.2010.